# Stamnodes thibetaria
Stamnodes thibetaria là một loài bướm đêm trong họ Geometridae.